# Rainbach im Innkreis
Rainbach im Innkreis é um município da Áustria localizado no distrito de Schärding, no estado de Alta Áustria.